# František Jaroslav Netušil
František Jaroslav Netušil (3. února 1890 Královské Vinohrady – 8. prosince 1927 Praha) byl český lékař a překladatel, jeden z prvních českých demografů. 

## Život
Narodil se na Královských Vinohradech u Prahy. Po vychození obecné školy a gymnázia ve Vyškově a v Brně vystudoval medicínu na Lékařské fakultě Karlo-Ferdinandovy univerzity v Praze. Následně projevil zájem o nově se formující obor, demografii, a také biologickou matematiku, kterou studoval na Přírodovědecké fakultě Univerzity Karlovy, mj. u prof. Jindřicha Matiegky. Krátce po vzniku Československa se studijně odebral do Spojených států, kde absolvoval stáže na Harvardově univerzitě v Cambridge (Massachusetts) a na Hopkinově univerzitě v Baltimore. Po návratu z USA roku 1922 pak habilitoval jako docent demografie na Přírodovědecké fakultě Univerzity Karlovy v Praze, jako historicky první docent demografie v ČSR. Spolupracoval též s Antonínem Boháčem, de facto zakladatelem české demografie. 
Ve svých výzkumech se zabýval mj. fenoménem sebevražednosti a přirozenými změnami československé populace, jako napří. délkou života v ČSR. Jejich výsledky byly publikovány v českých i zahraničních odborných časopisech. Věnoval se rovněž překladu odborných i beletristických textů z angličtiny, mj. byl autorem překladu románu amerického autora Sinclaira Lewise Arrowsmith. 
Zemřel 8. prosince 1927 v Praze následkem chronického hnisavého zánětu ledvin ve věku 37 let.
Byl ženatý se Zdenkou Netušilovou, roz. Holenovou.